# نواب (فیلم)
نواب فیلمی به کارگردانی جواد طاهری و نویسندگی حبیب‌الله کسمایی محصول سال ۱۳۵۱ است.

## بازیگران
- منوچهر وثوق
- یدالله شیراندامی
- لیدا دانشور
- سوزی یاشار
- محمدتقی کهنمویی
- عاکفه
- آنیک شفرازیان
- شجاع الدین مهرنگ
- هوشنگ سلیم
- سیدامیر شجاع الدین
- محمدرضا خسروی
- محمود تاتار
- غلامعلی زار
- حسن رضیانی